# Neogalumna curviporosa
Neogalumna curviporosa är en kvalsterart som beskrevs av Nambiyath Puthansurayil Balakrishnan 1986. Neogalumna curviporosa ingår i släktet Neogalumna och familjen Galumnidae. Inga underarter finns listade i Catalogue of Life.